# Sin Nombre Virus
El virus Sin Nombre o Sin Nombre virus (abreujat SNV) és un virus de la família Hantavirus que va ser identificat per primera vegada a Nou Mèxic al 1993. Aquest virus causa una síndrome pulmonar caracteritzada per febre, tos, mal de cap, letargia, falta d'alè i edema pulmonar. L'hoste natural d'aquest virus és el ratolí cérvol (Peromyscus maniculatus), i va ser anomenat així després d'un brot que va afectar la nació Navaho i va causar la mort de 12 persones. Aquest virus inaugurà l'estirp d'hantavirus americans, que causen malalties amb simptomatologies i desenllaços diferents dels hantavirus europeus. La seva particular denominació guarda relació amb els mecanismes de la nomenclatura i taxonomia vírica, que es pot veure afectada per conveniències humanes.

## Descoberta
Aquest virus va "sorgir" l'any 1993 a Nou Mèxic, en una àrea coneguda com a "Four Corners", no gaire lluny del Gran Canyó del Colorado. Els països joves tenen fronteres marcades amb regle i als "Four Corners" conflueixen 4 estats (Arizona, Colorado, Nou Mèxic i Utah). Allà, al 1993, es va alertar d'un brot epidèmic d'una síndrome pulmonar caracteritzada per febre, tos, mal de cap, letargia, falta d'alè, evolucionant ràpidament cap un edema pulmonar, mai descrit fins aquell moment. De fet, tenint en compte els símptomes inicials alguns la van anomenar "la grip dels Navahos" (navajo flu). Al cap de poc temps s'identificà l'agent causal, un membre de la família Hantavirus, que com d'altres del mateix gènere té com a hoste natural un rosegador, en aquest cas, el ratolí cérvol (Peromyscus maniculatus), que havia assolit un pic de superpoblació per la zona. El brot acabà amb 24 afectats, més de la meitat de la nació Navaho, i 12 morts (un 50% de letalitat). Arribat l'hora d'etiquetar al virus se li va dir "Four Corners". Però aquí es començà a embolicar la troca; els indis navahos (que amb els hopi, ute i zuñi tenen allà Reserves) no acceptaren la denominació i els empresaris turístics, els feren costat interessadament. Es cercà una segona alternativa "Muerto canyon", un indret proper al lloc del primer aïllament del virus, però encara era massa "conegut". Finalment, un funcionari, no sabem si resseguint el mapa amb un dit cercant alguna sortida, o potser travessat amb una rara clarividència humorística, va trobar a la regió un petit llogaret que rebia el nom de "Sin Nombre" (tal com sona), des de l'època de la dominació espanyola. Aquest nom sí aconseguí una ràpida unanimitat.
I així fou com el primer Hantavirus aïllat al continent americà, provocant una patologia respiratòria desconeguda, el Hantavirus Pulmonary Syndrome (HPS), passà a anomenar-se virus Sin Nombre (o "Sin Nombre virus" en anglès). Aquest Hantavirus inaugurà l'estirp d'hantavirus americans, amb representants també a Canada, que generen unes malalties amb simptomatologies i desenllaços força diferents a els dels seus germans europeus.